# Khon
Ne pas confondre avec l’instrument de musique khên
Le Khon (Thaï : โขน) est la forme la plus stylisée de danse thaïlandaise. Il est effectué par des troupes de danseurs, l'histoire étant racontée par un chœur sur le côté de la scène. La chorégraphie suit les modèles traditionnels plutôt que d'essayer d'innover.

La plupart des spectacles de Khon représentent des épisodes du Ramakien. Les costumes de  brocarts  de  soie sont dictés par la tradition, avec des dieux de la mythologie hindoue et des démons portant des masques de couleur. C'était à l'origine un spectacle exclusivement royal.
Au XVIIème siècle, Simon de La Loubère, membre de la seconde ambassade de Louis XIV à la cour du Siam, témoigne que le khon existe à l'époque du roi Narai.

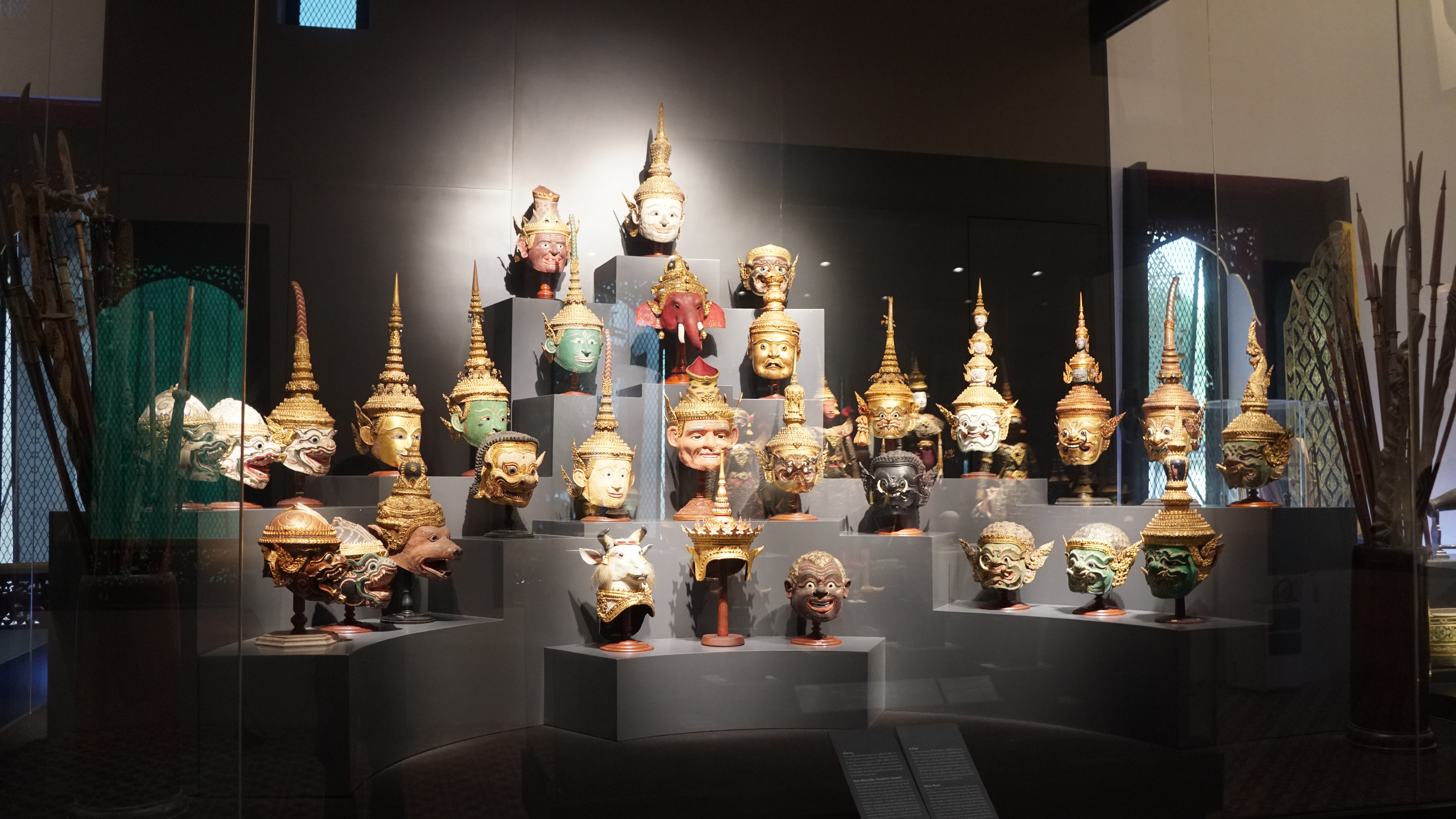
Masques de Khon, Musée national de Bangkok

Le film de Rattana Pestonji intitulé The Diamond Finger / นิ้วเพชร (moyen métrage réalisé en 1958  de 27 minutes) donne un bon aperçu de ce qu'est un spectacle de danse thaïlandaise Khon: cette adaptation cinématographique chorégraphiée par Paew Snidvongseni raconte un épisode du Ramakien, la légende de "Vishnou anéanti Nonthuk",.
L'homme politique, écrivain et intellectuel Khuek-rit Pramot est à l'origine de la création de la célèbre troupe de Khon de l'Université Thammasat.
le  Khon avait tendance à disparaître donc la reine Sirikit a exigé en 2007 par un décret royal que cette représentation très raffinée de la culture thaïe soit ravivée et jouée tous les ans.
Le khon, théâtre masqué et dansé en Thaïlande est inscrit sur la liste représentative du patrimoine culturel immatériel de l'humanité par l'UNESCO le 29 novembre 2018,.

## Galerie

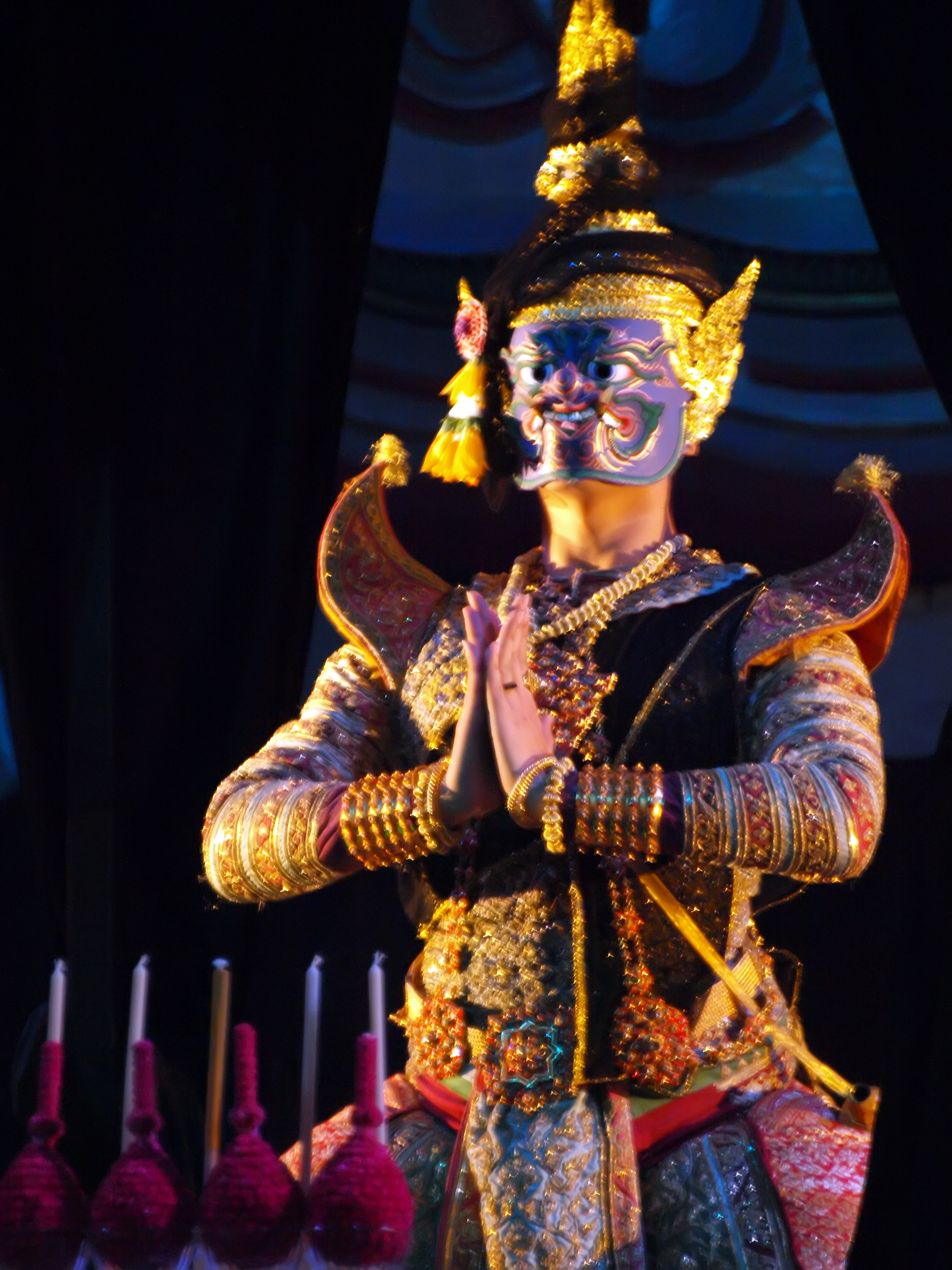
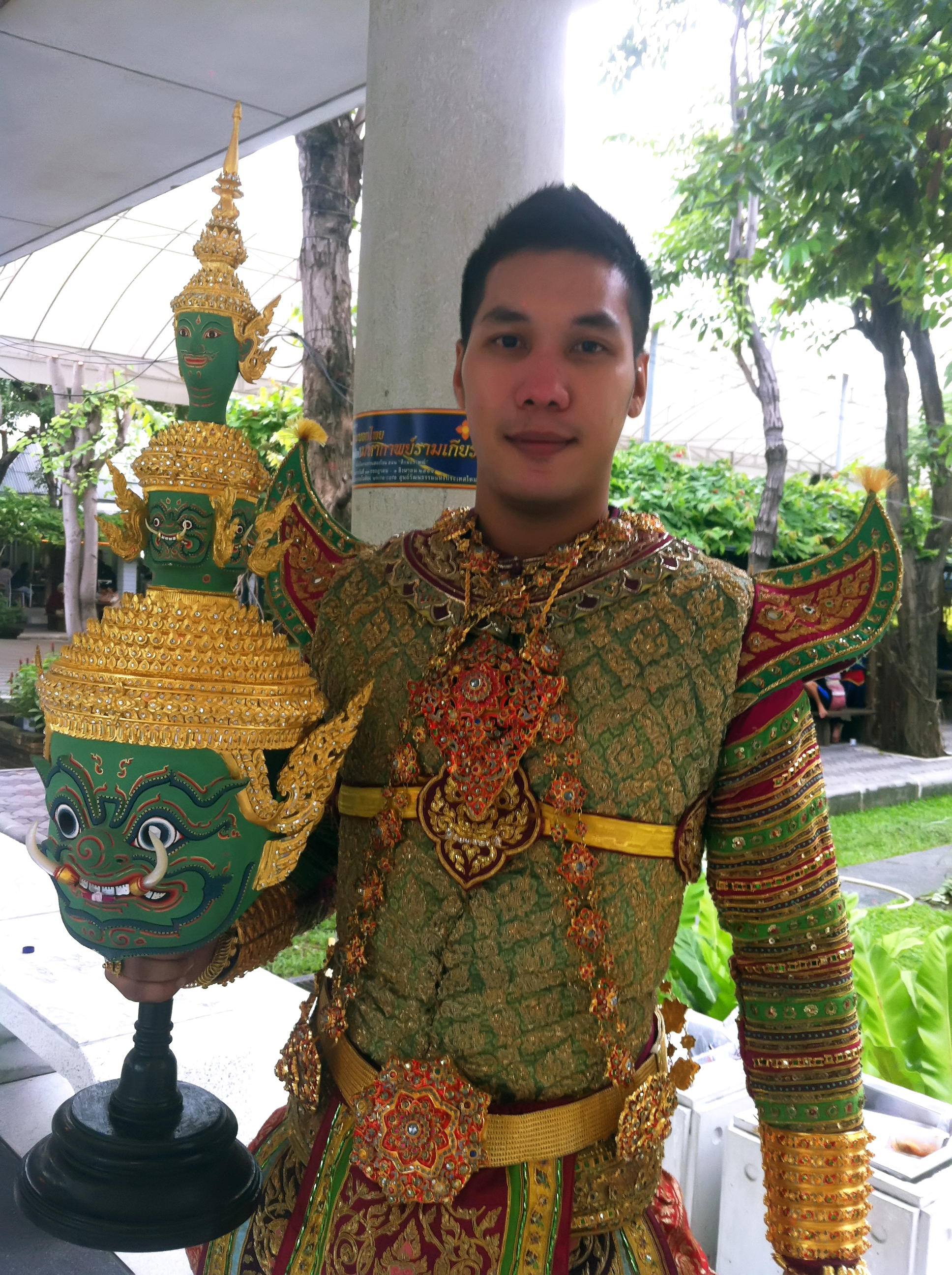
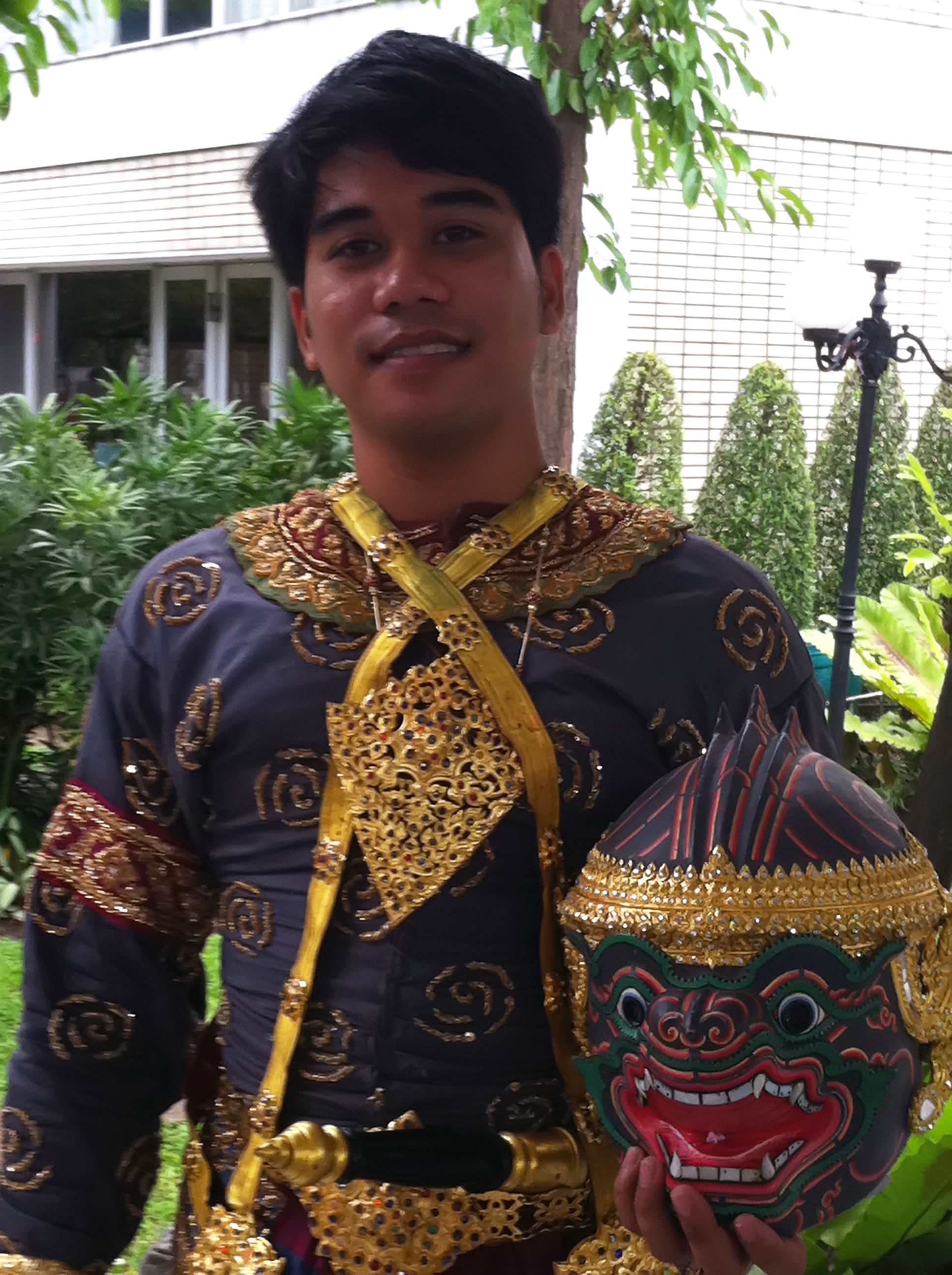
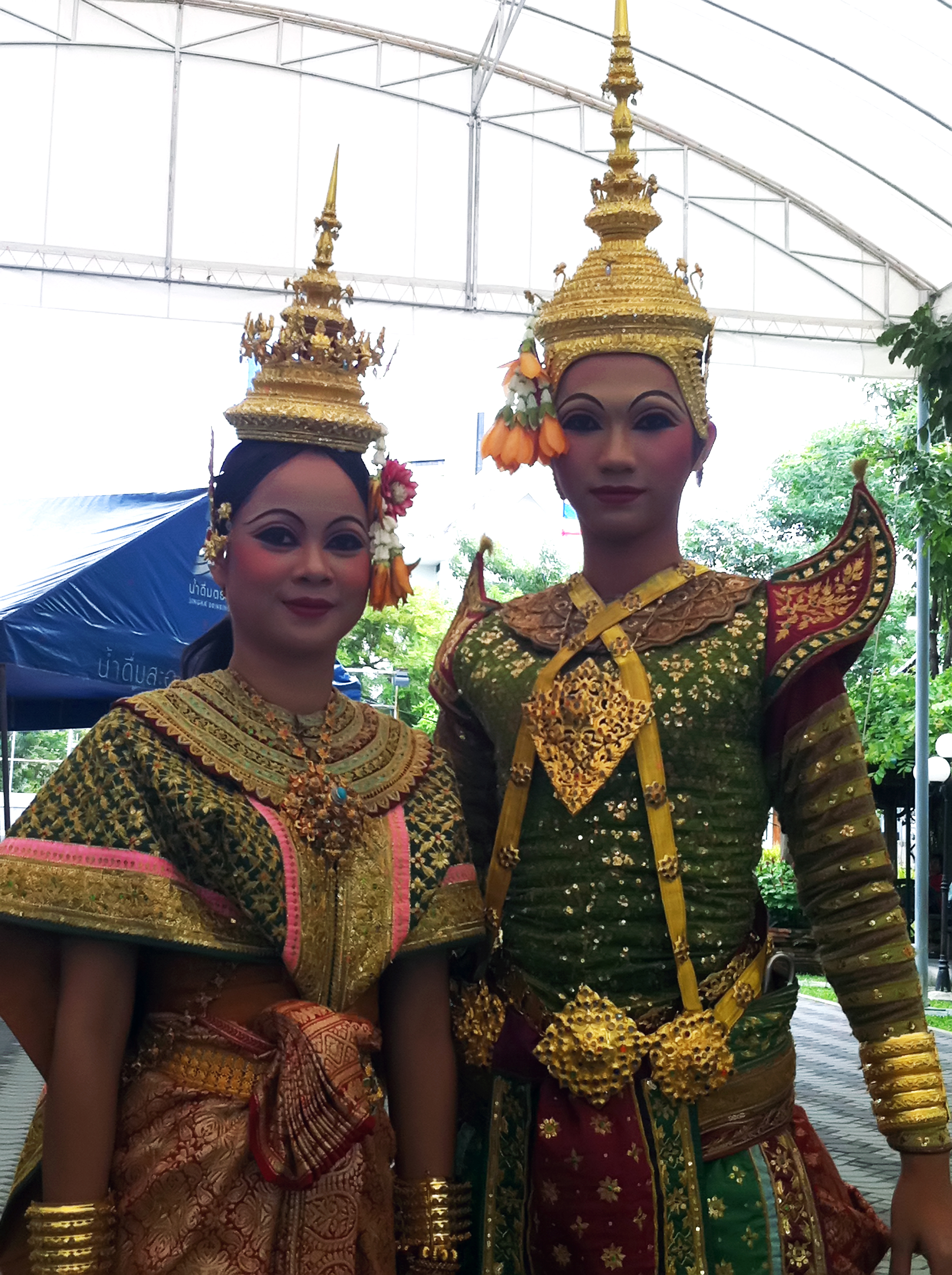
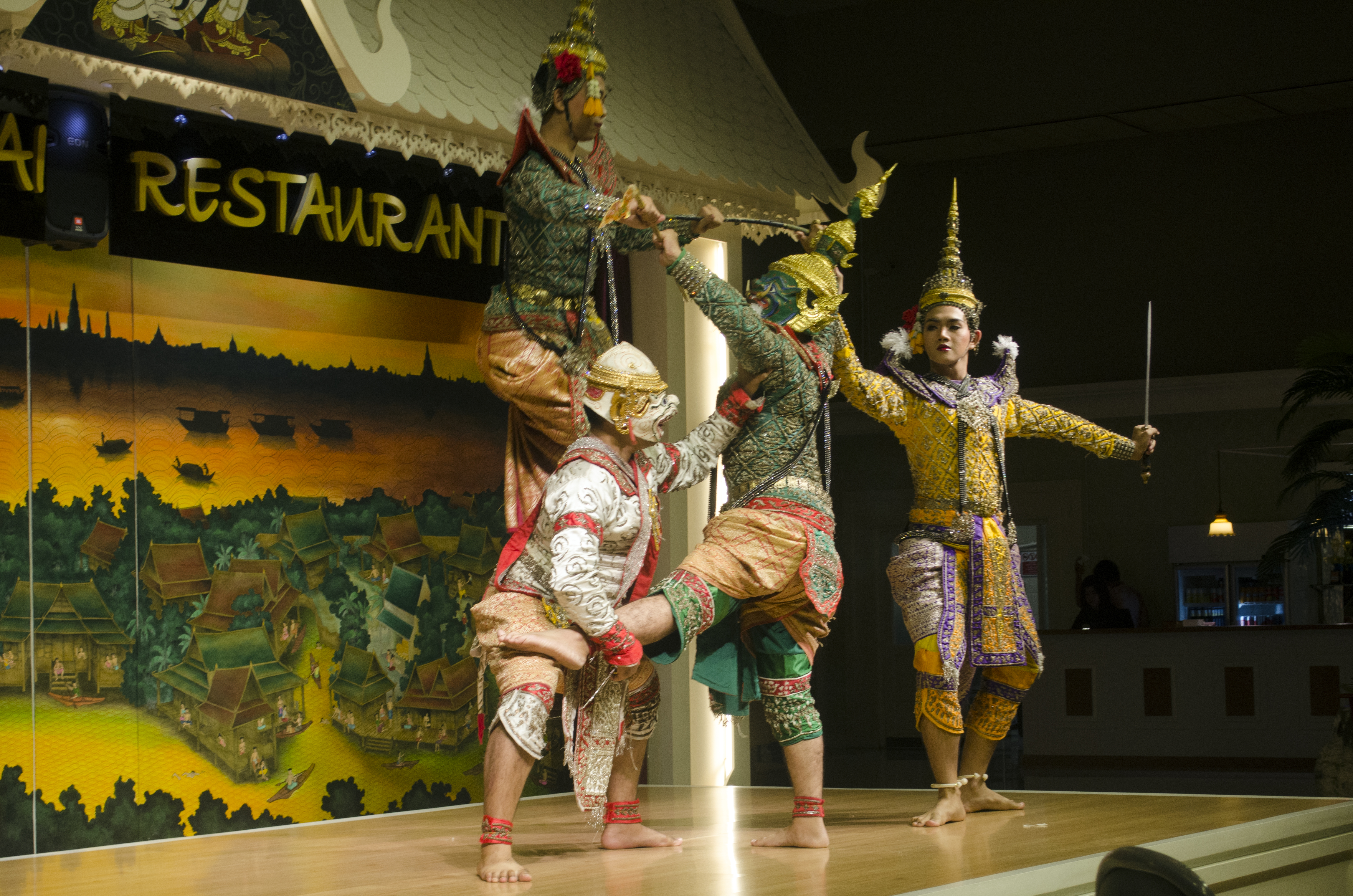